# 史特勞斯兄弟
克雷格·史特勞斯（英語：Greg Strause，1975年1月16日—）與柯林·史特勞斯（英語：Colin Strause，1976年11月8日—）或共同稱作史特勞斯兄弟（英語：Brothers Strause），是一對美國男導演、製片人和視覺特效師。較知名的作品如《異形戰場2：適者生存》（2007年）與《天際浩劫》（2010年），儘管電影獲得負面的評價，但票房表現皆為成功。兩人也是特效公司Hydraulx的創始人。

## 作品列表
- 2007：《異形戰場2：適者生存》-導演
- 2010：《Badass Thieves》-監製（短片）
- 2010：《天際浩劫》-導演，監製
- 2011：《歷劫重生》-監製
- 2011：《恐怖海灣》-執行製片人
- 2017：《天劫：救贖之戰》-監製
- 2020：《末日終結戰（英语：Skylines (film)）》-監製

## 外部連結
- 官方网站
- Hydraulx官方網站（页面存档备份，存于）
- 柯林·史特勞斯在互联网电影资料库（IMDb）上的資料（英文）
- 克雷格·史特勞斯在互联网电影资料库（IMDb）上的資料（英文）